# Café Meineid
Café Meineid è una serie televisiva tedesca ideata e diretta da Franz Xaver Bogner e prodotta dal 1990 al 2003 da Bayerischer Rundfunk. Protagonista della serie è l'attore Erich Hallhuber; altri interpreti principali Franz Boehm, Jacques Breuer, Norbert Mahler, Thekla Mayhoff, Kathi Leitner, Wolfgang Fischer, ecc.
La serie si compone di 11 stagioni, per un totale di 147 episodi, della durata di circa 22 minuti ciascuno.
Il primo episodio, intitolato Die Waffen einer Frau, fu trasmesso in prima visione dall'emittente ARD il 6 ottobre 1990. La produzione della serie si interruppe bruscamente nel 2003 a causa della morte dell'attore protagonista Erich Hallhuber.

## Trama
Protagonista delle vicende è Heinz Wunder, un giudice che esercita a Monaco di Baviera.  Durante le pause dal lavoro, Wunder e i suoi colleghi frequentano abitualmente la caffetteria situata all'interno del palazzo di Giustizia, il Café Meineid.

## Produzione
- Ad ispirare a Franz Xaver Bogner la serie fu un dato statistico, secondo cui nel 1983 in Baviera 2.232 furono accusate di oltraggio[1]

## Episodi
| Stagione            | Puntate | Prima TV Germania | Prima TV Italia |
| ------------------- | ------- | ----------------- | --------------- |
| Prima stagione      | 13      | 1990              | inedita         |
| Seconda stagione    | 13      |                   | inedita         |
| Terza stagione      | 13      |                   | inedita         |
| Quarta stagione     | 13      |                   | inedita         |
| Quinta stagione     | 13      |                   | inedita         |
| Sesta stagione      | 13      |                   | inedita         |
| Settima stagione    | 22      |                   | inedita         |
| Ottava stagione     | 13      |                   | inedita         |
| Nona stagione       | 13      |                   | inedita         |
| Decima stagione     | 13      |                   | inedita         |
| Undicesima stagione | 8       |                   | inedita         |